# Marcel Heller
Marcel Heller és un futbolista alemany. Va començar com a futbolista al 1. FC Quadrath-Ichendorf.